# 1526
- Wikisource

| Calendário gregoriano                                                        | 1526 MDXXVI                                            |
| Ab urbe condita                                                              | 2279                                                   |
| Calendário arménio                                                           | 975 – 976                                              |
| Calendário bahá'í                                                            | -318 – -317                                            |
| Calendário budista                                                           | 2070                                                   |
| Calendário chinês                                                            | 4222 – 4223 Início a 11 de fevereiro (aproximadamente) |
| Calendário copta                                                             | 1242 – 1243                                            |
| Calendário etíope                                                            | 1518 – 1519                                            |
| Calendários hindus - Vikram Samvat - Calendário nacional indiano - Cáli Iuga | 1581 – 1582 1447 – 1448 4626 – 4627                    |
| Calendário Holoceno                                                          | 11526                                                  |
| Calendário islâmico                                                          | 932 – 933                                              |
| Calendário judaico                                                           | 5286 – 5287                                            |
| Calendário persa                                                             | 904 – 905                                              |
| Calendário rúnico                                                            | 1776                                                   |
| Calendário solar tailandês                                                   | 2069                                                   |

1526 (MDXXVI, na numeração romana) foi um ano comum do século XVI do Calendário Juliano, da Era de Cristo, e a sua letra dominical foi G (52 semanas), teve início numa segunda-feira e terminou também numa segunda-feira.
| Ano completo                         |
| ------------------------------------ |
| Ano comum com início à segunda-feira |

## Eventos
- Nomeação de António de Abreu (navegador) no cargo de capitão-mor de Malaca.
- Jorge de Meneses aporta na ilha Waigeo na Papua-Nova Guiné
- Edificação da Igreja de Nossa Senhora Mãe de Deus, Nordeste ilha de São Miguel, Açores.
- Construção da Igreja de São Pedro, Fenais da Luz, ilha de São Miguel
- Construção da Igreja de Nossa Senhora da Purificação na freguesia dos Fenais da Luz, ilha de São Miguel.
- Construção da Igreja de Nossa Senhora das Neves na freguesia da Relva, ilha de São Miguel.
- Destituição de Frei Marcos de Sampaio do cargo de ouvidor e visitador geral das ilhas dos Açores.
- É erigida no povoado das Doze Ribeiras, ilha Terceira, uma  ermida tendo por orago São Jorge.
- 29 de Agosto - Luís II é derrotado por Solimão, o Magnífico, na Batalha de Mohács.
- 24 de Outubro - Fernando de Habsburgo é eleito rei da Boêmia.

## Nascimentos
- Louise Labé - poeta francesa († 1566).

## Mortes
- D. Diogo Pinheiro, primeiro bispo do Funchal, em Tomar.

## Por tema
- 1526 no Brasil